# Premium (成人视频制造商)
Premium是創業於2006年3月的日本AV片商。主要是開發單體女優為主。公司的代表者為高野純一。主要的AV監督為K.C.TAKEDA、KYOSEI。

## 主要系列作品
- 誘惑女教師
- 美尻、フェラチオ、超接写。
- 生中出しスペシャル

## 主要女优
根據Premium的排名，獲得第1名用「☆」註記。

### 2021年
- 與田櫻（8月、作為專屬女優出道）[2]
- 楪可憐（10月、OPPAIとのW專屬）[3]

### 2020年
- 香椎花乃（7月、作為專屬女優出道。2022年3月移籍到Attackers[4]）
- 星奈愛（11月、重新作為專屬女優）[5]
- 希島愛理（12月、IdeaPocketとのW專屬）[6]
- 櫻井麻美（12月、作為專屬女優出道。2022年5月移籍到Attackers[7]）

### 2019年
- 竹內有紀（7月、作為專屬女優出道）

### 2017年
- 山岸逢花（7月、作為專屬女優出道）

### 2016年
- 宇垣千里（8月、作為專屬女優出道）

### 2015年
- 芽森滴（5月專屬）

### 2014年
- 里美尤利婭（8月專屬）
- 大場唯（5月出演）☆☆
- 川菜美鈴（4月出演）☆

### 2013年
- 事原美優（11月イメージビデオ移籍）☆☆
- Ray（7月改名出道）☆
- 河愛雪乃（6月AV出道）☆
- 矢野未夏（4月イメージビデオ移籍）☆☆
- 菜菜緒圓（3月AV出道）
- 凪野美憂（2月AV出道）
- 北川杏樹（1月AV出道）☆☆☆

### 2012年
- 檜山香織（11月イメージビデオ復出）
- 結夜（9月AV出道）☆
- 神雪（3月イメージビデオ移籍、12月本番解禁）☆☆☆☆☆☆☆[8]
- 秋吉雛（前專屬）☆☆☆
- 椿唯衣（1月AV出道）

### 2011年
- 沙織（2011.12月AV出道）☆
- 麻生芽依（2011.11月イメージビデオ出道、2012.2月AV出道）☆☆
- 笠木忍（9月AV復出）☆
- Fuwari♥愛心Yuuki（7月イメージビデオ復出、8月本番解禁）
- ASUKA（5月イメージビデオ出道、10月AV出道）☆☆☆
- 真城杏（前專屬）

### 2010年
- KAORI（12月本番解禁）☆☆☆
- 小日向美久☆
- 藤北彩香（9月專屬AV出道）☆
- 澤亞理紗（8月AV出道）
- 志保（5月AV復出）
- 櫻花繪里（3月AV出道）

### 2009年
- 椎名由奈（12月セル出道）
- 小澤菜穗（10月AV復出）
- 小西那奈（7月專屬セル出道）
- 小川阿佐美（前專屬）☆☆☆
- 櫻木凜（5月セル出道）
- 美咲美優（前專屬）
- 片岡沙樹（1月AV出道）

### 2008年
- 光月夜也（12月AV復出・本番解禁）
- miria（11月AV出道）
- eco（7月AV出道）
- 茉莉花（6月AV出道）
- 吉崎直緒（6月セル出道、2012.7月AV復出）☆☆
- 七瀨茱莉亞（5月AV出道）

### 2007年
- 冬月楓（12月AV出道）☆
- 星野真希（11月セル出道）
- 二宮沙樹（前專屬）
- 鮎川櫻（8月セル出道）
- 前嶋美步（6月セル出道）
- 星野美優（前專屬）
- 綾瀬志織（5月セル出道）
- 神谷姬（前專屬）
- 葉樹梨（2月セル出道）
- 未来（前專屬）
- 如月可憐（前專屬）

### 2006年
- 寧寧（前專屬）
- 星野明（単体10作）
- 穗花（3月セル出道）
- 廣瀨奈央美（3月AV復出）

## 外部連結
- Premium官方網站（页面存档备份，存于）